# Chelsea (Massachusetts)
Chelsea es una ciudad ubicada en el condado de Suffolk en el estado estadounidense de Massachusetts. En el Censo de 2010 tenía una población de 35 177 habitantes y una densidad poblacional de 5525,6 personas por km².

## Geografía
Chelsea se encuentra ubicada en las coordenadas 42°23′49″N 71°1′53″O / 42.39694, -71.03139. Según la Oficina del Censo de los Estados Unidos, Chelsea tiene una superficie total de 6,37 km², de la cual 5,73 km² corresponden a tierra firme y (10,01 %) 0,64 km² es agua.

## Demografía
Según el censo de 2010, había 35 177 personas residiendo en Chelsea. La densidad de población era de 5525,6 hab./km². De los 35 177 habitantes, Chelsea estaba compuesto por el 47,85 % blancos, el 8,49 % eran afroamericanos, el 1,05 % eran amerindios, el 3,11 % eran asiáticos, el 0,02 % eran isleños del Pacífico, el 33,62 % eran de otras razas y el 5,86 % pertenecían a dos o más razas. Del total de la población el 62,13 % eran hispanos o latinos de cualquier raza.

## Educación
Las Escuelas Públicas de Chelsea gestiona escuelas públicas.